# 壺イメージ療法
壺イメージ療法（つぼイメージりょうほう）とは、臨床心理学者田嶌誠一が考案したイメージ療法のひとつのことである。

## 概説
田嶌がある患者にフリーイメージ法を適用していた際、患者が“洞窟に壺が並んでいる”というイメージを語った。当初は壺から何か出てくるかもしれない、といった教示を行ったが変化がなかったため、“その壺に入ってみる”と教示したところ、これまでと異なり、身体感覚を中心としたイメージが出現した。その後、患者の症状は消失したという。
このエピソードを契機に工夫を重ね、1983年に発表された。その後1987年に創元社より『壺イメージ療法 その生い立ちと事例研究』が出された。精神医学者中井久夫も同書の座談会に参加するなど、注目された技法であるが、その後同書は絶版となった。
心のことが入っている“壺”を複数イメージし、その壺の中に入って、そこで感じる身体的・心理的感覚を体験してみたり、壺自体の落ち着く仕舞方を工夫するなど、イメージ内容によってその後の展開は様々である。壺はイメージの展開をある程度コントロールするとされ（イメージの安全弁）、他のイメージ技法より比較的マイルドであるといわれている。
ただし、田嶌自身“安全弁は暴露弁”と指摘するように、同技法の適用は他法と同じように慎重を有するし、専門家に実施してもらう必要がある。
なお壺やその内容物に関する象徴的解釈（イメージ内容）よりも、そのイメージをじっくりと体験すること（イメージ体験）、及びそれをいかに体験するかという“イメージの体験様式”を重視し、内界に対する“受容的探索的構え”の形成が治癒要因であるとされる。またその体験様式の変化をモデル化し、イメージが持つ治癒力に関する論を展開している。
なお、海外で発刊されたイメージ療法ハンドブックに同技法が収録されている。

## 文献
- 田嶌誠一『壺イメージ療法 その生い立ちと事例研究』創元社、1987年

- 田嶌 誠一(1994) 「壺イメージ描画法」九州大学教育学部紀要, 教育心理学部門 39(1・2), 63-68
- 田嶌 誠一(2000)「壺イメージ法の健常者への適用」心理臨床学研究 18(1), 1-12、
- 中島暢美(2006)「就職活動ができない男子学生への壺イメージ療法についての一考察--トラウマの治癒」心理臨床学研究 24(2), 166-176
- 松木 繁(2010) 「読む 臨床家のためのこの1冊(53)田嶌誠一編『壺イメージ療法--その生い立ちと事例研究』」臨床心理学